# Sälen och Torvallen
Sälen och Torvallen var 1990 en av SCB definierad småort i Äppelbo socken i Vansbro kommun i Dalarnas län. Från 2015 avgränsar SCB här åter en småort.